# 荒尾市立荒尾第五中学校
荒尾市立荒尾第五中学校（あらおしりつ あらおだいごちゅうがっこう）は、かつて熊本県荒尾市原万田倉懸にあった公立中学校。

## 沿革
- 1960年（昭和35年）4月1日 - 荒尾第二中学校から分離し開校
- 2008年（平成20年）4月1日 - 荒尾市立荒尾第一中学校、荒尾市立荒尾第三中学校へ分割統合される形で閉校